# Daniel Ingram
Daniel Ingram (ur. 13 czerwca 1975 w Vancouver) – kanadyjski kompozytor muzyki filmowej i autor tekstów.
Daniel Ingram napisał ponad 100 piosenek do filmów i seriali, między innymi do seriali animowanych My Little Pony: Przyjaźń to magia i Marta mówi, w gatunku pop, rock, a także pieśni w stylu teatralnym.

## Nagrody i nominacje
- 2008 Leo Award w kategorii Best Musical Score in a Music, Comedy, or Variety Program or Series (About a Girl, wygrana)
- 2009 Leo Award w kategorii Best Musical Score in an Animation Program or Series (Marta mówi, nominacja)
- 2010 Leo Award w kategorii Best Musical Score in an Animation Program or Series (Marta mówi, wygrana)
- 2012 Daytime Emmy Awards w kategorii Outstanding Original Song in a Children's or Animated Series („May The Best Pet Win” – My Little Pony: Przyjaźń to magia, nominacja)
- 2012 Daytime Emmy Awards w kategorii Outstanding Original Song in a Children's or Animated Series („Becoming Popular (The Pony Every Pony Should Know)” – My Little Pony: Przyjaźń to magia, nominacja)